# Uee
Kim Yoo-jin (en hangul, 김유진; Daejeon, 9 de abril de 1988), más conocida por su nombre artístico Uee (algunas veces romanizado como Uie), es una  cantante, actriz y modelo surcoreana. Es exmiembro del grupo femenino After School manejado por Pledis Entertainment desde 2009. A lo largo de su carrera, ha actuado en varios dramas como Queen Seondeok (2009), Ojakgyo Family (2011), Jeon Woo-chi (2012), Golden Rainbow (2013) y High Society (2015).

## Primeros años
Kim nació el 9 de abril de 1988 en Daegu, Corea del Sur. Su padre, Kim Sung-kap, es el entrenador del equipo surcoreano de béisbol Nexen Heroes. Tiene una hermana mayor llamada Kim Yoo-na. Asistió a Physical Education High School en Incheon. Durante la secundaria practicó natación y llegó a competir en el Festival Nacional de Deporte de Corea del Sur.

## Carrera

### Predebut
Originalmente, Uee deseaba convertirse en actriz, por lo que asistió a muchas audiciones, pero logró debutar como cantante primero. En el año 2007, fue elegida como miembro del grupo Five Girls que estaría bajo la agencia Good Entertainment, e incluiría también a Yubin, Jeon Hyo Sung, Yang Jiwon y G.NA. El grupo protagonizó un programa de MTV llamado Diary of Five Girls, sin embargo, el grupo se separó antes de debutar oficialmente debido a problemas financieros de la agencia. 

### After School
En abril de 2009, Uee ingresó al grupo After School para el lanzamiento de su sencillo "Diva".

### Actuación
En julio de 2009, Uee hizo su debut en la actuación con el drama histórico Queen Seondeok, que llegó a recibir varios premios. En agosto, apareció en el video musical «Love Class» de Mighty Mouth junto a Hyuna de 4Minute. Además, fue escogida como parte del reparto de la serie You're Beautiful, donde interpretó a Yoo He Yi. Así mismo, se anunció que integraría el grupo proyecto 4Tomorrow, lanzando la canción "Dugeundugeun Tomorrow" el 6 de octubre de ese año. El grupo estuvo compuesto por Uee, Han Seung Yeon, Hyuna y Gain. Durante ese año, ingresó al programa We Got Married como la esposa virtual de Park Jae Jung.
Uee obtuvo roles importantes en dramas televisivos durante el año 2011. En Birdie Buddy interpretó a Sung Mi Soo, una mujer rural que se esfuerza por convertirse en golfista profesional. En Ojakgyo Family encarnó a Baek Ja Eun, una chica unversitaria con problemas familiares. Uee junto a su coprotagonista Joo Won estudiaron en la Universidad Sungkyunkwan por lo que ya se conocían. Uee recibió elogios por su actuación natural en este drama y recibió el premio a mejor nueva actriz en los Paeksang Arts Awards y KBS Drama Awards. El mismo año, Uee lanzó su primera canción en solitario, llamada "Sok Sok Sok". Además fue la coconductora del programa Night After Night.
En enero de 2012, Uee junto a Lee Jang Woo fueron escogidos como los presentadores permanentes del programa musical Music Bank. Se alejó del programa en abril de 2013. De noviembre de 2012 a febrero de 2013, protagonizó el drama histórico Jeon Woo Chi, que se sitúa en la Dinastía Joseon, en este drama Uee interpreta a la princesa Hong Mu Yeon.
Uee formó parte del elenco permanente del programa Barefoot Friends en 2013. Durante el programa, interpretó la canción «Hero» en un concierto especial. La canción fue producida por Duble Sidekick y cuenta con la colaboración de su compañera de banda Jungah. Uee contribuyó en la composición de la letra que está inspirada en su padre. La canción fue revelada en el episodio llamado "Mi Historia, Mi canción" que fue emitido el 19 de agosto. Además, fue la protagonista del drama Golden Rainbow que fue emitido desde noviembre de 2013 hasta marzo de 2014. En este drama interpretó a Kim Baek Won, y gracias a este rol logró recibir el premio a la excelencia en actuación en MBC Drama Awards del año 2013.
A mediados de 2014, Uee fue miembro del reparto del programa de supervivencia Law of the Jungle, en su edición en el Océano Índico. En abril de ese año, concedió una entrevista al diario Ilgan Sports donde manifestó que ya había llegado el momento de despedirse del canto, por lo que se enfocaría en la actuación una vez que se gradué de After School.
Uee interpretó a una campeona nacional de natación en el drama Hogu's Love que fue emitido desde febrero hasta marzo de 2015. Así mismo, ingresó como protagonista al drama High Society que fue emitido en junio de ese año.
A inicios de 2016, se confirmó la participación de Uee en el drama Marriage Contract, donde compartiría el papel protagonista con el actor Lee Seo Jin.
En agosto del 2018 se anunció que se uniría al elenco principal de la serie The Only One On My Side, donde dará vida a Kim Do-ran, una mujer cuya vida da un vuelco cuando su padre biológico al que no ha visto en años reaparece en su vida y le revela la verdadera razón por la cual se mantuvo escondido todos estos años.
El 13 de abril de 2019 Uee participó en el programa Knowing bros , junto con Choi Soo-jong.
En junio de 2021 se anunció que estaba en pláticas para unirse al elenco de la serie Ghost Doctor. En noviembre se confirmó su participación, con el papel protagonista de Jang Se-jin.

## Filmografía

### Series de televisión
| Año     | Título                             | Rol                              | Canal | Ref.          |
| ------- | ---------------------------------- | -------------------------------- | ----- | ------------- |
| 2009    | Queen Seondeok                     | Mishil (joven)                   | MBC   |               |
| 2009    | You're Beautiful                   | Yoo He Yi                        | SBS   |               |
| 2010    | My Girlfriend is a Nine-Tailed Fox | Cameo (Ep. 5)                    | SBS   |               |
| 2011    | All My Love                        | Kim Yu Jin - Cameo (Ep. 182,210) | MBC   |               |
| 2011    | Birdie Buddy                       | Sung Mi Soo                      | tvN   |               |
| 2011    | Ojakgyo Family                     | Baek Ja Eun                      | KBS2  |               |
| 2012    | Jeon Woo-chi                       | Princesa Hong Mu Yeon            | KBS   |               |
| 2013    | Golden Rainbow                     | Kim Baek Won                     | MBC   |               |
| 2015    | Hogu's Love                        | Do Do Hee                        | tvN   |               |
| 2015    | High Society                       | Jang Yoon Ha                     | SBS   |               |
| 2015    | She Was Pretty                     | Cameo (Ep. 9)                    | MBC   |               |
| 2016    | Marriage Contract                  | Kang Hye Soo                     | MBC   |               |
| 2016    | Night Light                        | Lee Se-jin                       | MBC   |               |
| 2017    | Manhole                            | Kang Soo-jin                     | KBS2  |               |
| 2018    | My Contracted Husband, Mr. Oh      | Han Seung-joo                    | MBC   | [ 17 ]        |
| 2018-19 | My Only One                        | Kim Do-ran                       | KBS2  |               |
| 2020    | SF8: Love Virtually                | Han Jin-won / Giselle            | MBC   | [ 18 ]        |
| 2022    | Ghost Doctor                       | Dra. Jang Se-jin                 | tvN   | [ 19 ]        |
| 2023-24 | Live Your Own Life                 | Lee Hyo-shim                     | KBS2  | [ 20 ] [ 21 ] |

### Programas de televisión
| Año        | Título                            | Canal                                 | Notas                           |  |
| ---------- | --------------------------------- | ------------------------------------- | ------------------------------- |  |
| 2009       | We Got Married (Temp. 2)          | MBC                                   | Esposa virtual de Park Jae Jung |  |
| 2010       | Night After Night                 | SBS                                   | Coconductora                    |  |
| 2011       | Running Man                       | SBS                                   | Invitada (Ep. 34)               |  |
| 2011       | Music Bank                        | KBS                                   | Coconductora                    |  |
| 2012       | Music Bank                        | KBS                                   | Conductora                      |  |
| 2013       | Barefoot Friends                  | SBS                                   | Elenco principal                |  |
| 2013       | Running Man                       | SBS                                   | Invitada (Ep. 137)              |  |
| 2012, 2014 | Hello Counselor                   | KBS2                                  | Invitada (Ep. 80 y 180)         |  |
| 2014       | Law of the Jungle in Indian Ocean | SBS                                   | Elenco principal (ep. 117-125)  |  |
| 2014       | Concurso de supermodelos 2014     | SBS                                   | Presentadora                    |  |
| 2015       | Running Man                       | SBS                                   | Invitada (Ep. 249, 271-272)     |  |
| 2015       | Infinite Challenge                | MBC                                   | Invitada                        |  |
| 2015       | 2015Fists of Shaolin temple       | [[Seoul Broadcasting System\|SBS]] v. | ( Elenco principal\|            |  |
| 2019       | Knowing bros                      | JTBC                                  | . Invitada cap. 175             |  |
| 2022       | DoReMi Market (Amazing Saturday)  | tvN                                   | (ep. #198) - invitada           |  |

### Aparición en videos musicales
| Año  | Canción                   | Artista      |
| ---- | ------------------------- | ------------ |
| 2009 | «Love Class»              | Mighty Mouth |
| 2009 | «Please Take Care Of Her» | Jo Sung Mo   |

## Discografía
Sencillos
| Año  | Título                               | Posición | Álbum                                       |
| Año  | Título                               | KOR      | Álbum                                       |
| ---- | ------------------------------------ | -------- | ------------------------------------------- |
| 2011 | «Sok Sok Sok» (junto a JR de NU'EST) | 64       | Sencillo                                    |
| 2013 | «Hero» (junto a Kim Jungah)          | —        | Barefoot Friends: "Mi Historia, Mi Canción" |

## Premios y nominaciones
| Año  | Premiación                     | Categoría                                        | Trabajo nominado             | Resultado | Ref.          |
| ---- | ------------------------------ | ------------------------------------------------ | ---------------------------- | --------- | ------------- |
| 2009 | MBC Entertainment Awards       | Artista femenina revelación (Variety Show)       | We Got Married               | Ganadora  |               |
| 2010 | 46th Paeksang Arts Awards      | Actriz más popular (TV)                          | You're Beautiful             | Nominada  |               |
| 2011 | KBS Drama Awards               | Mejor actriz rookie                              | Ojakgyo Family               | Ganadora  |               |
| 2011 | KBS Drama Awards               | Premio de popularidad                            | Ojakgyo Family               | Nominada  |               |
| 2011 | KBS Drama Awards               | Mejor pareja con Joo Won                         | Ojakgyo Family               | Nominada  |               |
| 2012 | 48th Paeksang Arts Awards      | Mejor nueva actriz (TV)                          | Ojakgyo Family               | Ganadora  |               |
| 2012 | 48th Paeksang Arts Awards      | Actriz más popular (TV)                          | Ojakgyo Family               | Nominada  |               |
| 2012 | KBS Drama Awards               | Premio a la excelencia, Actriz en Drama mediano  | Jeon Woo-chi                 | Nominada  |               |
| 2012 | KBS Drama Awards               | Premio a la popularidad                          | Jeon Woo-chi                 | Nominada  |               |
| 2012 | KBS Drama Awards               | Mejor pareja con Cha Tae Hyun                    | Jeon Woo-chi                 | Nominada  |               |
| 2013 | 49th Paeksang Arts Awards      | Actriz más popular (TV)                          | Jeon Woo-chi                 | Nominada  |               |
| 2013 | MBC Drama Awards               | Premio a la excelencia, Actriz en Drama Especial | Golden Rainbow               | Ganadora  |               |
| 2015 | 51st Paeksang Arts Awards      | Actriz más popular (TV)                          | Hogu's Love                  | Nominada  |               |
| 2015 | 8th Korea Drama Awards         | Premio a la excelencia, Actriz                   | High Society                 | Nominada  |               |
| 2016 | MBC drama awards               | Top excellence-Special work                      | Marriage Contract            | Ganadora  |               |
| 2018 | KBS Drama Award                | Excelencia (Drama de larga duración))            | My Only One con Lee Jang-woo | Ganadores | [ 26 ]        |
| 2018 | KBS Drama Award                | Mejor Pareja                                     | My Only One con Lee Jang-woo | Ganadores |               |
| 2018 | 3rd Consumer Rights Day Awards | Actor del Año seleccionado por la audiencia      | My Only One                  | Ganadora  |               |
| 2022 | 13th Korea Drama Awards        | Premio a la excelencia                           | Ghost Doctor                 | Nominada  | [ 27 ] [ 28 ] |